# Chipko
Chipko és un moviment ecofeminista de conservació forestal de l'Índia que va néixer a la dècada del 1970 en contra de la tala comercial i de les polítiques de desforestació governamentals. Els seus membres van decidir actuar abraçant els arbres perquè no poguessin ser talats com a mitjà de protesta no-violenta.
Al llarg dels anys, les dones també es van convertir en els principals protagonistes de la majoria del treball de forestació. El 1987, el moviment Chipko va rebre el Right Livelihood Award «per la seva dedicació a la conservació, restauració i ús ecològicament racional dels recursos naturals de l'Índia».

## Història
Inspirat pel filòsof Karan Singh, l'any 1964, el treballador social gandhià Chandi Prasad Bhatt va fundar a Gopeshwar la Dasholi Gram Swarajya Sangh (DGSS, «Societat Dasholi per a l'autogovern del poble»), amb l'objectiu de crear indústries locals utilitzant els recursos del bosc. El seu primer projecte va ser un petit taller de fabricació d'eines agrícoles. L'organització es va haver d'enfrontar a les polítiques forestals ecocides, els efectes de l'època colonial del Raj Britànic encara imperant, així com al «sistema de favors» en què els boscos eren mercantilitzats i subhastats a grans contractistes.
A causa de la desforestació de les muntanyes de Garhwal Himalayas, a l'estat d'Uttarakhand, que havia desposseït gran part de la coberta forestal, durant les inundacions del riu Alaknanda el juliol de 1970 es va produir un devastador esllavissament de terra que va bloquejar el riu i aquest es va desbordar i va afectar una àmplia àrea que abastava des de Hanumanchatti, prop de Badrinath, fins a 320 quilòmetres (200 milles) aigües avall a Hardwar, arrasant nombrosos pobles, ponts i carreteres. A partir d'aleshores, els incidents d'esllavissades i enfonsaments es van fer habituals en una zona que estava experimentant un ràpid augment de projectes d'enginyeria civil amenaçadors. L'octubre de 1971 els treballadors van fer una manifestació a Gopeshwar per a protestar contra les polítiques del govern que els vilatans consideraven desfavorable per a ells.
El punt d'inflexió va començar quan el govern va anunciar una subhasta programada el gener de 1974 per a 2.500 arbres prop del poble de Reni, a la llera del riu Alaknanda. Chandi Prasad Bhatt va marxar cap als pobles de la zona de Reni i va encoratjar els vilatans, que van decidir protestar contra les accions del govern abraçant els arbres.
El 25 de març de 1974, el dia que els llenyataires havien de talar els arbres, els homes del poble de Reni i els treballadors de la DGSS es trobaven a Chamoli, enganyats pel govern de l'estat i els contractistes i portats a un lloc fals per al pagament d'indemnitzacions. Una jove local es va afanyar a informar a Gaura Devi, la cap local, i 27 dones del poble es van desplaçar al lloc i es val enfrontar als taladors. Quan aquests van començar a cridar i maltractar les dones, amenaçant-les amb armes de foc, les dones van recórrer a abraçar els arbres per a evitar que fossin talats i van vetllar-los durant tota la nit. L'endemà, quan els homes van tornar, la notícia del moviment es va estendre a la veïna Laata i altres pobles, inclòs Henwalghati, i més gent s'hi va unir. Finalment, després d'un enfrontament de quatre dies, els contractistes van desistir i van se'n van anar.
La notícia va arribar aviat a la capital de l'estat, on el ministre en cap, Hemwati Nandan Bahuguna, va crear un comitè per a investigar l'assumpte, que finalment va fer-lo decantar a favor dels vilatans, fet que es va convertir en un punt d'inflexió en la història de les lluites per l'ecodesenvolupament a la regió i arreu del món. La lluita aviat es va estendre arreu i aquests enfrontaments espontanis entre la comunitat local i els traficants de fusta es van produir en diversos llocs, amb dones de muntanya demostrant el seu nou poder com a activistes no-violentes.
Durant els cinc anys següents, el moviment es va estendre a molts districtes del país i, en una dècada, a tot l'Himàlaia d'Uttarakhand. A la vegada, es van plantejar qüestions referides a l'explotació ecològica i econòmica de la regió: la població local va exigir que no s'atorguessin contractes d'explotació forestal a persones de fora i que les comunitats tinguessin el control efectiu sobre els recursos naturals com la terra, l'aigua i els boscos. Volien que el govern assegurés el desenvolupament de la regió sense pertorbar l'equilibri ecològic. Chipko va abordar els problemes econòmics dels treballadors forestals sense terra i va demanar garanties per a un salari mínim. A nivell mundial, Chipko va demostrar com les causes mediambientals, fins aleshores considerades un afer dels països desenvolupats, eren una qüestió de vida o mort per als països pobres, que freqüentment eren els primers afectats per una catàstrofe ambiental.
Com que sovint els contractistes proveïen d'alcohol als homes, les dones van mantenir protestes sostingudes contra l'hàbit de l'alcoholisme i van ampliar l'agenda del moviment per cobrir altres qüestions socials. Chipko va aconseguir una important victòria quan el 1980 Indira Gandhi va establir la prohibició de la tala d'arbres a les regions de l'Himàlaia durant quinze anys, fins que la coberta verda va ser totalment restaurada. Un dels líders de Chipko, Sunderlal Bahuguna, va fer una marxa a peu transhimàlaia de 5.000 quilòmetres (3.000 milles) el 1981-83, estenent el missatge de Chipko a una àrea més gran. Progressivament les dones van crear cooperatives per a protegir els boscos locals i van organitzar la producció de farratge segons el ritme natural, van ajudar a replantar terres degradades i van establir i van dirigir vivers proveïts d'espècies que seleccionaven.
Una de les característiques més destacades de Chipko va ser la participació massiva de les dones. Com a eix vertebrador de l'economia agrària d'Uttarakhand, les dones es van veure més directament afectades per la degradació ambiental i la desforestació i, per tant, van prendre consciència dels problemes més ràpidament.

## Llegat
Al districte de Tehri, els activistes de Chipko van continuar protestant contra la mineria de pedra calcària a la vall de Doon durant la dècada del 1980, ja que el moviment es va estendre al districte de Dehradun, que abans havia viscut la desforestació de la seva coberta forestal que havia provocat una gran pèrdua de flora i fauna. Finalment es va prohibir l'explotació de pedreres després d'anys d'activisme, seguida d'una gran campanya pública per la forestació. També a la dècada del 1980, activistes com Sundarhal Bahuguna van protestar contra la construcció de la presa de Tehri al riu Bhagirathi, que va continuar durant les dues dècades següents, abans de fundar Beej Bachao Andolan, un moviment que continua fins als nostres dies.

Amb el pas del temps, com constata un informe del Programa de les Nacions Unides per al Medi Ambient, les activistes de Chipko van començar a «treballar una revolució socioeconòmica guanyant el control dels seus recursos forestals de mans d'una burocràcia llunyana que només es preocupa de vendre terres forestals per a la construcció urbana». Chipko es va convertir en un referent dels moviments socioecològics a zones forestals d'Himachal Pradesh, Rajasthan, Bihar i Karnataka, on es va aturar la tala d'arbres als Ghats Occidentals i Vindhyas el setembre de 1983. A la regió de Kumaon, Chipko va adoptar un to més radical, combinant-se amb el moviment general per a un estat separat d'Uttarakhand, que finalment es va aconseguir el 2001.

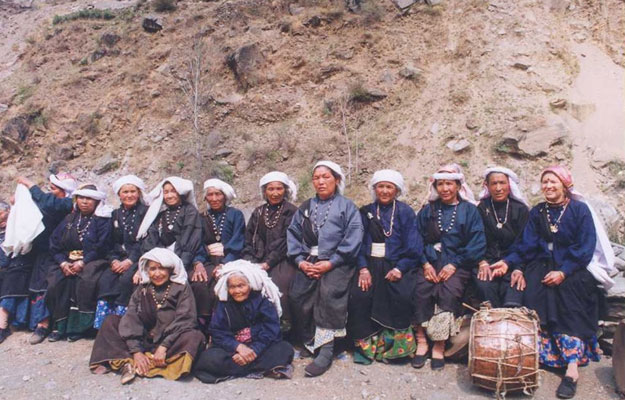
Dones de Chipko al poble de Reni reunides trenta anys després

En els darrers anys, el moviment va inspirar nombroses persones a treballar en programes pràctics de gestió de l'aigua, conservació d'energia, forestació i reciclatge. El 26 de març de 2004, Reni, Laata i altres pobles de la vall de Niti van celebrar el 30è aniversari del moviment Chipko, on es van unir tots els participants originals supervivents. Les celebracions van començar a Laata on, des d'allí, una processó va anar a Reni, el poble veí, on va tenir lloc l'acció de Chipko el 26 de març de 1974. El 26 de març de 2018, una iniciativa de conservació del moviment Chipko va ser recordada amb un Google Doodle en el seu 45è aniversari.